# گی اینیولن
گی اینیولن (فرانسوی: Guy Ignolin‎; ۱۴ نوامبر ۱۹۳۶ – ۱۵ دسامبر ۲۰۱۱) دوچرخه‌سوار اهل فرانسه بود.
از باشگاه‌هایی که در آن رکاب زده‌است می‌توان به تیم دوچرخه‌سواری السیون، تیم دوچرخه‌سواری سن-رافائل، و تیم دوچرخه‌سواری مرسیه اشاره کرد.